# Mikulicze (rejon stołpecki)
Mikulicze (biał. Мікулічы, Mikuliczy; ros. Микуличи, Mikuliczi) – wieś na Białorusi, w obwodzie mińskim, w rejonie stołpeckim, w sielsowiecie Rubieżewicze.

## Historia
W dwudziestoleciu międzywojennym okolica szlachecka leżąca w Polsce, w województwie nowogródzkim, w powiecie stołpeckim, w gminie Rubieżewicze. W 1921 miejscowość liczyła 80 mieszkańców, zamieszkałych w 13 budynkach, w tym 79 Polaków i 1 Białorusina. 78 mieszkańców było wyznania rzymskokatolickiego i 2 prawosławnego.
Położone były wówczas przy granicy ze Związkiem Sowieckim. Znajdowała się tu strażnica KOP „Mikulicze” (później pod nazwą „Rubieżewicze”).
Po II wojnie światowej w granicach Związku Sowieckiego. Od 1991 w niepodległej Białorusi.